# Mulțime vidă
În matematică, mulțimea vidă este mulțimea care nu conține niciun element. Se notează cu {\displaystyle \{\}}, cu {\displaystyle \emptyset } sau cu {\displaystyle \varnothing } (simbol introdus de către Bourbaki).
Existența mulțimii vide este o noțiune subtilă în fundamentele matematicii. În unele sisteme axiomatice, necesită o axiomă specifică (axioma mulțimii vide); în altele poate fi demonstrată. De exemplu, în sistemul axiomatic Zermelo-Fraenkel, dat fiind existența unei mulțimi {\displaystyle w}, mulțimea vidă se poate defini altfel:
{\displaystyle \varnothing =\{u\in w\mid (u\in u)\land \lnot (u\in u)\},}
iar unicitatea ei se deduce din axioma extensivității (de aceea vorbim de mulțimea vidă ci nu de o mulțime vidă).

## Proprietăți
Mulțimea vidă are următoarele proprietăți:
- {\displaystyle \forall A,\ A\subseteq \varnothing \Rightarrow A=\varnothing }
- {\displaystyle 2^{\varnothing }=\{\varnothing \}}
- {\displaystyle \mathrm {Card} (\varnothing )=0}
- {\displaystyle \forall A,\ \varnothing \subseteq A}
- {\displaystyle \forall A,\ A\cup \varnothing =A}
- {\displaystyle \forall A,\ A\cap \varnothing =\varnothing }
- {\displaystyle \forall A,\ A\times \varnothing =\varnothing }

Pentru orice proprietate logică P:
- {\displaystyle \forall x\in \varnothing ,\ P(x).}
- {\displaystyle \neg (\exists x\in \varnothing ,\ P(x)).}